# Califorctenus cacachilensis
Califorctenus là một chi nhện trong họ Ctenidae, chi này gồm 01 loài duy nhất là Califorctenus cacachilensis được mô tả năm 2017, chúng là loài nhện mới khổng lồ có 8 mắt tại một hang động thuộc vùng núi La Sierra de las Carcachila thuộc bang Baja California Sur của Mexico.

## Đặc điểm
Con nhện này có màu nâu sẫm với bụng vàng xỉn, chân đầy lông và sắc như gai, khi duỗi ra dài đến hơn 10 cm, đặc biệt, nó có tám con mắt và những nanh độc phía dưới các con mắt có nhiệm vụ tiết ra nọc độc để làm tê liệt các con mồi. Đây là một loại nhện hiếm và có thể khẳng định là loài duy nhất còn tồn tại trong khu vực rừng núi trên, đây là một loài nhện mới thuộc dòng họ nhện lang thang sinh sống ở vùng rừng núi, giống loài nhện của Brazil vốn nổi tiếng bởi nọc độc có thể gây chết người, nọc độc của Califorctenus cacachilensis không mạnh như loài nhện của Brazil vì đã có trường hợp bị cắn nhưng chỉ sau ít giờ vết thương đã hết đau nhức. 